# آزترئونام
آزترئونام یا آزترونام(به انگلیسی: Aztreonam)، با نام تجاری Azactam و دیگر نام‌های تجاری به فروش می‌رسد، آنتی‌بیوتیکی است که در درجه اول برای درمان عفونت‌های ناشی از باکتری‌های گرم منفی مانند سودوموناس آئروژینوزا استفاده می‌شود. که ممکن است شامل عفونت‌های استخوانی، اندومتریت، عفونت داخل شکمی، ذات الریه، عفونت ادراری و سپتیسمی باشد. این دارو از طریق تزریق وریدی یا ماهیچه‌ای تجویز می‌شود و یا به صورت اسپری تنفسی مصرف می‌شود. 
عوارض جانبی شایع هنگام تزریق شامل درد در محل تزریق، استفراغ و بثورات پوستی می‌باشد. عوارض جانبی شایع هنگام استنشاق شامل خس خس سینه، سرفه و استفراغ است. عوارض جانبی جدی شامل انتروکولیت با غشای کاذب و واکنش‌های آلرژیک از جمله آنافیلاکسی است. افرادی که به سایر بتا-لاکتامها حساسیت دارند، میزان آلرژی کمی به آزترئونام دارند. به نظر می‌رسد استفاده در دوران بارداری بی خطر باشد. این دارو در خانواده آنتی‌بیوتیک‌های مونوبکتام است و معمولاً با جلوگیری توانایی باکتری در ایجاد دیواره سلولی منجر به مرگ آن می‌شود. 
آزترئونام در سال ۱۹۸۶ برای استفاده پزشکی در ایالات متحده تایید شد. در سال ۲۰۱۹ از فهرست داروهای ضروری سازمان بهداشت جهانی حذف شد اما همچنان به عنوان داروی عمومی در دسترس است. 